# Grégory Arganese
Grégory Arganese (Castres, 15 settembre 1982) è un ex rugbista franco-italiano che in ambito internazionale rappresentava l'Italia.

## Biografia
Figlio del tallonatore italiano Marco Arganese, da sempre nel Castres, Grégory è cresciuto alternando il rugby al calcio; una volta scelta la disciplina sportiva del padre, esordì nel Castres nel 2004; in possesso di doppia cittadinanza, fu utilizzato per le selezioni Under-19 e Under-21 dell'Italia.
Passato nel 2005 al Montauban in seconda divisione, guadagnò alla sua prima stagione la promozione nel Top 14, e fu selezionato per la Nazionale A italiana.
A tutto il 2008 non è stato mai convocato per la Nazionale maggiore.